# Saltcoats n.º 213
Saltcoats n.º 213 es un municipio rural canadiense situado en la provincia de Saskatchewan.

## Superficie
Saltcoats n.º 213 tiene una superficie de 824,85 km².

## Demografía
En 2021, tenía 743 habitantes, una densidad poblacional de 0,9 hab./km², y 300 viviendas.